# Lago del Matese
Il lago del Matese è un lago di natura carsica (1014 m s.l.m.) situato ai piedi del monte Miletto (2050 m s.l.m.) e del monte La Gallinola (1923 m s.l.m.) nel gruppo montuoso del Matese, nei comuni di Castello del Matese e San Gregorio Matese in provincia di Caserta. Non ha immissari, ma si riempie con acque provenienti dallo scioglimento delle nevi del monte Miletto e della Gallinola Matese e da alcune sorgenti perenni.

## Fauna
Nella vegetazione palustre che caratterizza il lago del Matese, trovano rifugio molti tipi di anatidi: germano reale, moretta tabaccata, moriglione, marzaiola, folaga. È stata segnalata anche la presenza saltuaria della cicogna bianca. 
Tra le specie ittiche matesine si trovano: luccio, tinca, carpa, pesce persico reale, anguilla, scardola e carassio.

## Galleria d'immagini

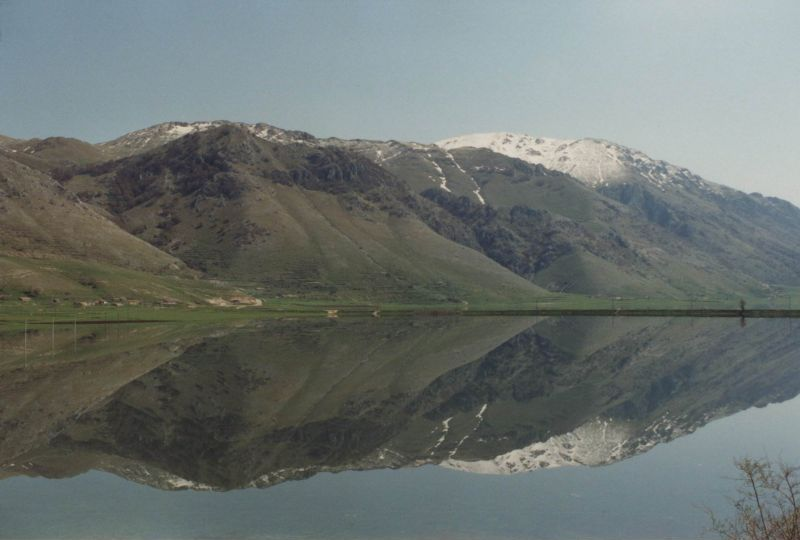
Acque tranquille
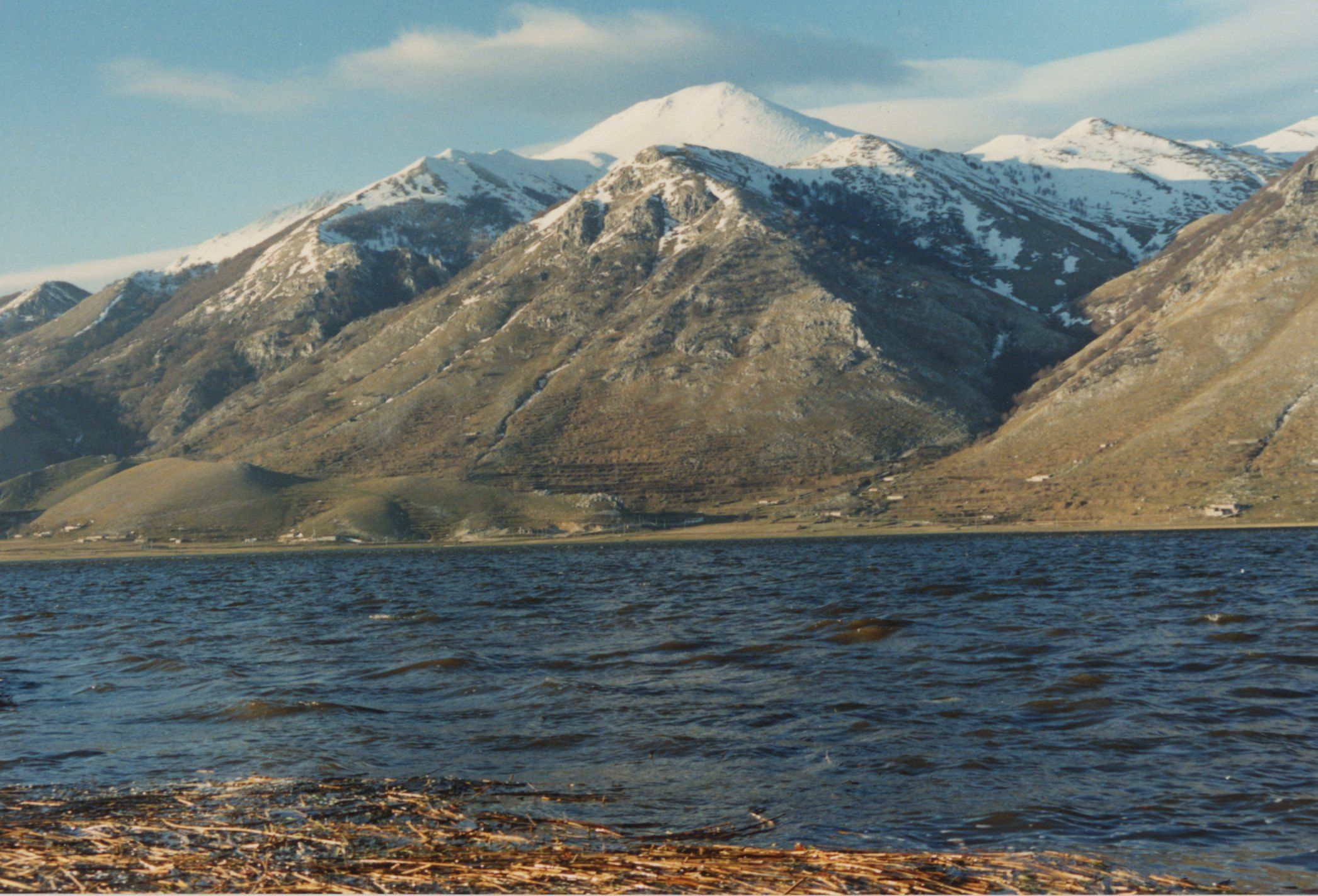
Acque increspate
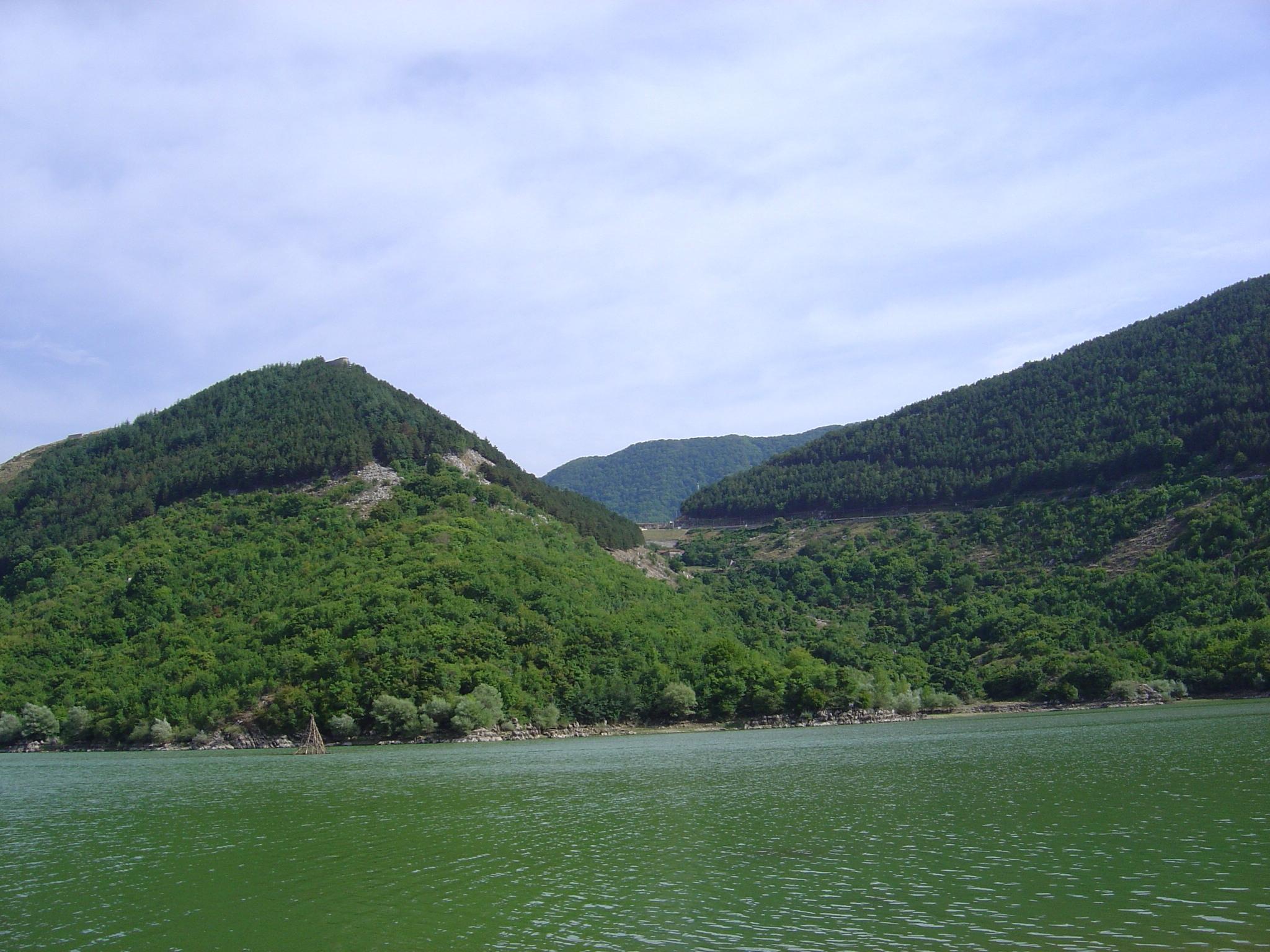
I boschi sulle rive